# Pseudopyrgus
Pseudopyrgus is een geslacht van rechtvleugeligen uit de familie Trigonopterygidae. De wetenschappelijke naam van dit geslacht is voor het eerst geldig gepubliceerd in 1966 door Kevan.

## Soorten
Het geslacht Pseudopyrgus  is monotypisch en omvat slechts de volgende soort:
- Pseudopyrgus curtipennis (Kevan, 1966)